# Rußbartvogel
Der Rußbartvogel (Gymnobucco sladeni) ist eine Vogelart aus der Familie der Afrikanischen Bartvögel. Die unauffällig braun gefärbte Art kommt in Zentralafrika beiderseits des Äquators vor. Es werden keine Unterarten unterschieden. Die IUCN stuft die Art als nicht gefährdet (least concern) ein.

## Erscheinungsbild
Die Männchen erreichen eine Flügellänge von 7,6 bis 8,8 Zentimetern. Die Schwanzlänge beträgt 4,2 bis 4,8 Zentimeter. Der Schnabel erreicht eine Länge von 1,9 bis 2,1 Zentimetern. Weibchen haben ähnliche Körpermaße. Es besteht kein auffälliger Sexualdimorphismus.
Männchen und Weibchen haben einen grauen bis braungrauen Hinterkopf und Nacken sowie eine ebenso gefärbte Kehle. Das Gesicht ist weitgehend unbefiedert und schwarz, es weist lediglich einige einzelne, haarähnliche schwarze Federn mit hellen Schäften auf. Am Schnabelgrund befinden sich einige rötlichbraune Borsten. Die Körperoberseite ist dunkelbraun. Die Steuerfedern sind schwarz bis dunkelbraun. Die Körperunterseite ist von der Brust bis zu den Unterschwanzdecken ebenfalls dunkelbraun. Der Schnabel ist matt schwarz, der Oberschnabel sowie die Schnabelspitze bei vielen Individuen etwas heller. Die Augen sind hell- bis dunkelrot. Die Beine und Füße sind schwarz, braun oder dunkelgrau. Jungvögel ähneln den adulten Vögeln, ihre borstenähnlichen Federn am Schnabelgrund sind jedoch etwas dunkler und das Gesicht ist etwas stärker befiedert.
Verwechslungsmöglichkeiten bestehen mit dem Trauerbartvogel. Der Rußbartvogel ist jedoch etwas kleiner und hat vor allem ein weitgehend unbefiedertes Gesicht. Die Verbreitungsgebiete des Rußbartvogels und des Borstenbartvogels überlappen sich nicht. Der Rußbartvogel unterscheidet sich von dieser, zur gleichen Gattung gehörenden Art, unter anderem durch sein dunkleres Gefieder, den größeren und dunkleren Schnabel, den grau gefärbten Nacken und die graue Kehle.

## Verbreitungsgebiet, Lebensraum und Lebensweise
Der Rußbartvogel ist ein nicht häufiger Vogel in den bewaldeten Regionen der DR Kongo und im Südwesten der Zentralafrikanischen Republik. Über seine Lebensweise ist nur sehr wenig bekannt. Er ist gelegentlich mit dem Trauerbartvogel vergesellschaftet. Zu seinem Nahrungsspektrum gehören Früchte und Insekten. Über die Fortpflanzungsbiologie ist nichts bekannt. Jungvögel wurden im Zeitraum von Mai bis September beobachtet. Mausernde Adulte sind aus den Monaten März, Juni, August und September belegt.

## Belege

### Weblink
- Gymnobucco sladeni in der Roten Liste gefährdeter Arten der IUCN 2013.1. Eingestellt von: BirdLife International, 2012. Abgerufen am 17. Oktober 2013.